# Sarah-Jeanne Salvy
Sarah-Jeanne Salvy est une psychologue et actrice québécoise née en 1976. Elle est la fondatrice d’un réseau multidisciplinaire pancanadien sur l’anorexie.
Elle est la fille de Louise Marleau et de Jean Salvy.
Elle a obtenu un doctorat en psychologie de l'Université du Québec à Montréal en 2003. Elle est présentement professeure de médecine préventive à la University of Alabama at Birmingham. Elle est spécialiste de l'obésité chez les enfants.

## Filmographie
- 1986 : Anne Trister
- 1987 : Tinamer
- 1994 : Le vent du Wyoming : Lea Mentha
- 1996 : Cosmos : Aurore

## Distinctions
- 1994 - Prix Luce-Guilbeault
- 2000 - Young Scientist Award Winner
- 2001 - Prix de la relève du Collège Jean-de-Brébeuf
- 2001 - Prix Jeune femme de mérite
- 2003 - APA Dissertation Award
- 2004 - Post-doctoral SSHRC fellowship de l'Université de Toronto